# أنطوان بيثيا
أنطوان بيثيا (بالإنجليزية: Antoine Bethea)‏ هو لاعب كرة قدم أمريكية أمريكي، ولد في 27 يوليو 1984 في سافانا في الولايات المتحدة.

## وصلات خارجية
- الموقع الرسمي
- أنطوان بيثيا على موقع إي إس بي إن.كوم (أن.أف.أل)3
- أنطوان بيثيا على موقع مرجع كرة القدم المحترفة.كوم (الإنجليزية)